# Протоній
Протоній (символ: Pn), також відомий як антипротонний водень, є типом екзотичного атома, в якому протон (символ: p) та антипротон (символ: p) зв'язані один з одним.

## Зв'язаний стан протона та антипротона
Оскільки протоній є зв'язаною системою частинки та її відповідної античастинки, він є прикладом типу екзотичного атома, який називається онієм.
Протоній має середню тривалість життя приблизно 1,0 мкс і енергію зв'язку − 0,75 кеВ.
Як і всі онії, протоній є бозоном з усіма квантовими числами (баріонне число, ароматичні квантові числа тощо), електричний заряд якого дорівнює 0.

## Утворення
Відомі два способи отримання протонію. Один метод передбачає сильні зіткнення частинок. Інший метод передбачає розміщення антипротонів і протонів в одній магнітній клітці. Останній метод був вперше використаний під час експерименту ATHENA (ApparaTus for High precision Experiment on Neutral Antimatter) в лабораторії CERN у Женеві у 2002 році, але лише у 2006 році вчені зрозуміли, що під час експерименту також утворюється протоній.